# Горіца Попович
Горіца Попович (серб. Горица Поповић; нар. 13 серпня 1952, Белград, СФРЮ) — югославська та  сербська акторка. Закінчила Факультет драматичного мистецтва
(Белград).

## Вибіркова фільмографія
- Кінець війни (1984)
- Битва на Косовому полі (1989)
- Рани (1999)